# جوست فان دير بورغ
جوست فان دير بورغ (بالهولندية: Joost van der Burg)‏ هو دراج هولندي، ولد في 11 ديسمبر 1993.

## وصلات خارجية
- جوست فان دير بورغ على موقع الاتحاد الدولي للدراجات (الإنجليزية)
- جوست فان دير بورغ على موقع أرشيف الدراجات (الإنجليزية)
- جوست فان دير بورغ على موقع إحصائيات الدراجات الإحترافية (الإنجليزية)
- جوست فان دير بورغ على موقع اللجنة الأولمبية الدولية (الإنجليزية)
- جوست فان دير بورغ على موقع أوليمبيديا (الإنجليزية)
- جوست فان دير بورغ على موقع تيم أن.أل (الهولندية)